# Кубок Кремля 1998
Кубок Кремля 1998 года — ежегодный профессиональный теннисный турнир в серии международной серии ATP для мужчин и 1-й категории WTA для женщин.
Турнир традиционно проводился на закрытых кортах с ковровым покрытием в московском спорткомплексе «Олимпийский». Мужской турнир проводился в 9-й раз, женский — в 3-й.
Женские соревнования прошли с 20 по 25 октября, а мужские — с 9 по 15 ноября.
Прошлогодние победители:
- мужской одиночный разряд —  Евгений Кафельников
- женский одиночный разряд —  Яна Новотна
- мужской парный разряд —  Мартин Дамм /  Цирил Сук
- женский парный разряд —  Аранча Санчес Викарио /  Наталья Зверева

## Соревнования

### Мужчины

#### Одиночный разряд
Евгений Кафельников обыграл  Горана Иванишевича со счётом 7-62 7-6.
- Кафельников выиграл свой 3-й титул в году и 17-й за карьеру.

#### Парный разряд
Джаред Палмер /  Джефф Таранго обыграли  Евгения Кафельникова /  Даниэля Вацека со счётом 6-4 6-7 6-3.
- Палмер выиграл 1-й титул в сезоне и 11-й за карьеру.
- Таранго выиграл 1-й титул в сезоне и 8-й за карьеру.

### Женщины

#### Одиночный разряд
Мари Пьерс обыграла  Монику Селеш со счётом 2-6 6-4 6-1.
- Пьерс выиграла 5-й титул в сезоне и 17-й за карьеру.

#### Парный разряд
Мари Пьерс /  Наталья Зверева обыграли  Лизу Реймонд /  Ренне Стаббс со счётом 6-3 6-4.
- Пьерс выиграла 4-й титул в сезоне и 16-й за карьеру.
- Зверева выиграла свой 7-й титул в году и 80-й за карьеру.